# 柴田佳主也
柴田 佳主也（しばた かずや、1968年3月16日 - ）は、兵庫県明石市出身の元プロ野球選手（投手）。左投左打。
現役時代は130km/h台の速球ながら、スライダーを武器に左のサイドスローとしてワンポイントリリーフで活躍した。「連続登板機会敗戦なし」のプロ野球記録保持者（235試合）。その他、珍しい記録を多く作った選手でもある（後述）。

## 来歴・人物
小学生時代はソフトボールをやっており、野球を始めたのは中学に入学してから。明石高では、2年次の1984年にチームが夏の選手権に出場するが、自身は当時肘を痛めていたためベンチ外で、以降も控え投手であった。
高校卒業後は、社会人野球の阿部企業に入団。当初は馬淵史郎監督の下でプレーする。1990年の都市対抗野球に新日本製鐵広畑の補強選手として出場。チームは準優勝となる。当時は社業で警備員としても働いており、ある工事現場での警備の際にイノシシに襲われたものの、間一髪で襲撃をかわし助かったという経験を持つ。
1990年のプロ野球ドラフト会議で近鉄バファローズから4位指名を受けて入団。
一軍初出場は5年目の1995年とやや遅かったが、1997年には54試合に登板し、左のワンポイントリリーフとしての地位を築いた。5月14日の福岡ダイエーホークス戦では1球でプロ初黒星を喫したが、初黒星が1球敗戦となるのはプロ野球史上初であった。なお柴田の一軍での黒星はこの1敗のみで、唯一の黒星が1球敗戦というケースは2021年シーズン終了時点で柴田のみである。
2000年は50試合に登板して防御率1.82と、後続の投手次第で防御率が跳ね上がることも多いワンポイントとしては抜群の安定感を見せ、7月18日の日本ハムファイターズ戦ではプロ10年目・168試合目の登板にして初勝利を挙げた。なお、同年に同じ10年目の戎信行が初勝利を挙げ話題となったが、戎の前年までの登板数は27試合であり、柴田はワンポイントではあったが重要な場面での登板も多かったことから、いかに柴田が特殊なケースであるかがうかがえる。
2001年は近鉄の選手会副会長を務めて野球人生初の優勝に貢献したが、小坂誠にプロ入り初の満塁ホームランを献上するなどやや精彩を欠いた。同年の日本シリーズにも4試合登板したが、球団の若返り政策により合同トライアウト終了後の11月に戦力外通告を受ける。
2002年は初勝利を挙げた相手である日本ハムにテスト入団したが、3試合の登板で防御率16.88に終わり、オフに再び戦力外通告を受ける。
2003年は阪神タイガースにテスト入団しそれなりの投球を見せ4月22日の対中日ドラゴンズ4回戦では移籍初勝利を挙げたが、5月9日に二軍落ちして以降は同じ左のサイドスローリリーフ投手に吉野誠・ジェフ・ウィリアムスが一軍にいたため一軍登板はなく、3年連続で戦力外通告を受けた。
2004年はダイエーにテスト入団したが、結果を残せずオフに戦力外となり、このシーズン限りで引退。在籍した4球団全てから、しかも4年連続で自由契約となり、さらに3年連続でのテスト入団や初白星・初黒星の経緯など、珍しい記録を多く作った選手であった。
その後はマスターズリーグの大阪ロマンズに在籍。また、スポーツDEPO天王寺店でアドバイザーをしている。
ちなみに、北海道文化放送アナウンサーの柴田祐里菜は長女で、2023年の入社前（大阪府立大学へ在学中の2021年度）にサンテレビガールズの第52期生として活動していた。

## 詳細情報

### 年度別投手成績
| 年 度      | 球 団      | 登 板 | 先 発 | 完 投 | 完 封 | 無 四 球 | 勝 利 | 敗 戦 | セ 丨 ブ | ホ 丨 ル ド | 勝 率 | 打 者 | 投 球 回 | 被 安 打 | 被 本 塁 打 | 与 四 球 | 敬 遠 | 与 死 球 | 奪 三 振 | 暴 投 | ボ 丨 ク | 失 点 | 自 責 点 | 防 御 率 | W H I P |
| ---------- | ---------- | ----- | ----- | ----- | ----- | -------- | ----- | ----- | -------- | ----------- | ----- | ----- | -------- | -------- | ----------- | -------- | ----- | -------- | -------- | ----- | -------- | ----- | -------- | -------- | ------- |
| 1995       | 近鉄       | 7     | 0     | 0     | 0     | 0        | 0     | 0     | 0        | --          | ----  | 56    | 14.2     | 13       | 2           | 6        | 0     | 0        | 7        | 0     | 0        | 5     | 5        | 3.07     | 1.30    |
| 1996       | 近鉄       | 10    | 0     | 0     | 0     | 0        | 0     | 0     | 0        | --          | ----  | 31    | 5.1      | 13       | 1           | 2        | 0     | 1        | 4        | 0     | 0        | 5     | 3        | 5.06     | 2.81    |
| 1997       | 近鉄       | 54    | 0     | 0     | 0     | 0        | 0     | 1     | 0        | --          | .000  | 249   | 56.0     | 57       | 2           | 26       | 2     | 3        | 34       | 1     | 0        | 20    | 18       | 2.89     | 1.48    |
| 1998       | 近鉄       | 39    | 0     | 0     | 0     | 0        | 0     | 0     | 0        | --          | ----  | 88    | 20.2     | 21       | 2           | 7        | 0     | 0        | 14       | 0     | 2        | 12    | 10       | 4.35     | 1.35    |
| 1999       | 近鉄       | 36    | 0     | 0     | 0     | 0        | 0     | 0     | 0        | --          | ----  | 64    | 15.2     | 9        | 2           | 9        | 1     | 3        | 7        | 1     | 0        | 7     | 7        | 4.02     | 1.15    |
| 2000       | 近鉄       | 50    | 0     | 0     | 0     | 0        | 3     | 0     | 0        | --          | 1.000 | 123   | 29.2     | 26       | 0           | 11       | 2     | 1        | 16       | 1     | 1        | 7     | 6        | 1.82     | 1.25    |
| 2001       | 近鉄       | 42    | 0     | 0     | 0     | 0        | 0     | 0     | 1        | --          | ----  | 86    | 20.2     | 23       | 5           | 4        | 1     | 0        | 11       | 0     | 0        | 10    | 10       | 4.35     | 1.31    |
| 2002       | 日本ハム   | 3     | 0     | 0     | 0     | 0        | 0     | 0     | 0        | --          | ----  | 15    | 2.2      | 5        | 1           | 1        | 0     | 1        | 3        | 0     | 0        | 5     | 5        | 16.88    | 2.25    |
| 2003       | 阪神       | 9     | 0     | 0     | 0     | 0        | 1     | 0     | 0        | --          | 1.000 | 26    | 6.0      | 7        | 0           | 0        | 0     | 3        | 4        | 0     | 0        | 1     | 1        | 1.50     | 1.17    |
| 2004       | ダイエー   | 9     | 0     | 0     | 0     | 0        | 0     | 0     | 0        | --          | ----  | 26    | 5.1      | 9        | 0           | 1        | 0     | 0        | 3        | 1     | 0        | 5     | 5        | 8.44     | 1.88    |
| 通算：10年 | 通算：10年 | 259   | 0     | 0     | 0     | 0        | 4     | 1     | 1        | --          | .800  | 764   | 176.2    | 183      | 15          | 67       | 6     | 12       | 103      | 4     | 3        | 77    | 70       | 3.57     | 1.42    |

### 記録
- 初登板：1995年6月16日、対福岡ダイエーホークス11回戦（福岡ドーム）、4回裏2死に2番手で救援登板、3回1/3無失点
- 初勝利：2000年7月18日、対日本ハムファイターズ16回戦（東京ドーム）、8回裏1死に6番手で救援登板、2/3回無失点
- 初セーブ：2001年6月24日、対福岡ダイエーホークス15回戦（大阪ドーム）、9回表2死に6番手で救援登板・完了、1/3回無失点
- 連続登板機会敗戦なし：235試合（1997年5月15日、対福岡ダイエーホークス9回戦（ナゴヤドーム) - 2004年7月16日、対近鉄バファローズ17回戦（大阪ドーム） ※日本プロ野球記録
- 1球敗戦投手：1997年5月14日、対福岡ダイエーホークス8回戦（ナゴヤドーム）、8回表1死に4番手で救援登板、0回1失点　※史上14人目
  - 1球敗戦がプロ初黒星となった投手は史上初（後に梅津智弘、根本朋久も記録）
- プロ初勝利までの登板数：168 ※プロ野球記録

### 背番号
- 48 （1991年 - 1994年）
- 62 （1995年 - 1998年）
- 13 （1999年 - 2001年、2004年）
- 33 （2002年）
- 52 （2003年）